# Kham Kārābād
Kham Kārābād (persiska: خم کار آباد, Kham Kārābād-e Galleh Tavak) är en ort i Iran.   Den ligger i provinsen Khuzestan, i den centrala delen av landet, 400 km söder om huvudstaden Teheran. Kham Kārābād ligger 914 meter över havet och antalet invånare är 202.
Terrängen runt Kham Kārābād är kuperad söderut, men norrut är den bergig. Runt Kham Kārābād är det ganska glesbefolkat, med 50 invånare per kvadratkilometer. Närmaste större samhälle är Shū Gol-e Ḩājjīvand, 18,0 km söder om Kham Kārābād. Trakten runt Kham Kārābād består i huvudsak av gräsmarker.